# Niijima (Tokyo)
Niijima (新島村, Niijima-mura) est un village de la sous-préfecture d'Ōshima, dans la préfecture de Tokyo au Japon.

## Géographie

### Situation
Le village de Niijima est situé sur Niijima et Shikinejima, deux îles de l'archipel d'Izu dans l'océan Pacifique, au Japon.

### Démographie
Au 1er juin 2016, sa population s'élevait à 2 697 habitants répartis sur une superficie de 18,58 km2.

### Climat
| Mois                                             | jan.      | fév.      | mars      | avril    | mai       | juin      | jui.      | août      | sep.      | oct.      | nov.      | déc.      | année     |
| ------------------------------------------------ | --------- | --------- | --------- | -------- | --------- | --------- | --------- | --------- | --------- | --------- | --------- | --------- | --------- |
| Température minimale moyenne (°C)                | 5,5       | 6,1       | 8,2       | 12       | 15,9      | 19,4      | 23,1      | 24,6      | 22,1      | 17,7      | 13,1      | 8,3       | 14,7      |
| Température moyenne (°C)                         | 8,9       | 9,5       | 11,8      | 15,5     | 19,1      | 21,8      | 25,3      | 26,8      | 24,5      | 20,4      | 16,3      | 11,6      | 17,6      |
| Température maximale moyenne (°C)                | 11,5      | 12,2      | 14,8      | 18,5     | 22        | 24,3      | 27,9      | 29,6      | 27,1      | 22,7      | 18,8      | 14,1      | 20,3      |
| Record de froid (°C) date du record              | −2,8 2000 | −3,7 1997 | −2 2014   | 1,4 1985 | 6 1991    | 12,2 1978 | 16,1 1982 | 18,7 1995 | 14,1 1997 | 6,9 1986  | 1,9 1988  | −2,1 2005 | −3,7 1997 |
| Record de chaleur (°C) date du record            | 20 1989   | 20,5 2016 | 22,2 2018 | 25 1998  | 27,7 2016 | 31 2011   | 34,2 2018 | 33,7 2008 | 32,2 2020 | 28,8 2013 | 27,2 2000 | 24,2 2004 | 34,2 2018 |
| Précipitations (mm)                              | 101,4     | 134,3     | 187       | 173,4    | 184       | 261,5     | 205,3     | 169,1     | 195,1     | 313,5     | 182,8     | 117,5     | 2 225     |
| Nombre de jours avec précipitations              | 8,3       | 9,6       | 12        | 10,7     | 10        | 12,2      | 9,8       | 8,2       | 11,6      | 11,8      | 11,2      | 9,1       | 124,4     |
| dont nombre de jours avec précipitations ≥ 10 mm | 3         | 4,6       | 5,8       | 5,2      | 5,2       | 7,2       | 4,9       | 3,4       | 5,1       | 5,9       | 5,2       | 3,4       | 58,8      |

| Diagramme climatique                                  |              |            |             |           |               |               |               |               |               |               |              |
| J                                                     | F            | M          | A           | M         | J             | J             | A             | S             | O             | N             | D            |
| 11,55,5101,4                                          | 12,26,1134,3 | 14,88,2187 | 18,512173,4 | 2215,9184 | 24,319,4261,5 | 27,923,1205,3 | 29,624,6169,1 | 27,122,1195,1 | 22,717,7313,5 | 18,813,1182,8 | 14,18,3117,5 |
| Moyennes : • Temp. maxi et mini °C • Précipitation mm |              |            |             |           |               |               |               |               |               |               |              |

## Histoire
Le village de Niijimahon a été créé le 1er octobre 1923. Le 1er novembre 1954, le village de Wakagō a été intégré à Niijimahon. En 1992, le village a été renommé Niijima.

## Transports
Niijima est accessible par avion ou par ferry.